# TV Girl
TV Girl é uma banda estadunidense de indie pop de San Diego, Califórnia, formada por Brad Petering, Jason Wyman e Wyatt Harmon. O grupo agora possui base em Los Angeles.
A mixtape de 2012 da TV Girl, The Wild, The Innocent, The TV Shuffle, foi lançada e distribuída gratuitamente com um livro de colorir por download. Esta mixtape seria seu álbum de estreia, mas o grupo sentiu que o trabalho não era "oficial o suficiente para ser seu primeiro álbum" e que o termo mixtape era mais apropriado.
Embora não tenham atingido o mainstream da crítica, a TV Girl acumulou um status cult e seu álbum de estreia, French Exit, é considerado um marco na cena da música indie, sendo chamado de "notavelmente sólido" pela Bandwagon Magazine e descrito como "um dos álbuns indie-pop mais focados da última década" pelo The Daily Targum.

## Características musicais

### Influências
TV Girl frequentemente faz uso de samples de canções e áudios de filmes dos anos 1960 em suas canções. Um exemplo disso é visto em "Lovers Rock", onde a faixa de apoio é criada a partir de uma amostra em loop da introdução do single "The Dance is Over" das Shirelles, lançado originalmente em 1960. Em uma postagem no Reddit, Petering escreve que nunca se cansa de procurar músicas antigas e obscuras. "Eu ouço muita música e encontro meus loops e sons dessa forma".

### Estilo musical e composição
O estilo TV Girl é geralmente considerado como indie pop e eles se descrevem como "hypnotic pop". Assim como o trip hop, a banda mistura elementos do hip hop com a música eletrônica. Isso se deve ao uso de samples, teclados e reverb. O grupo ficou chateado quando seu estilo fora rotulado como "pop ensolarado da Califórnia", apontando que não há alusões líricas em sua música que justifiquem o título.
Liricamente, a maioria da discografia da TV Girl gira em torno de amor e relacionamentos. Um exemplo disso pode ser ouvido em “Lovers Rock”, uma balada de amor que leva o nome do subgênero reggae do "lover's rock". Seus temas são nostálgicos e tristes, mas simultaneamente sarcásticos e bem-humorados. A jornalista Devorah Levy-Pearlman afirma que grande parte das canções do grupo falam sobre mulheres, porém majoritariamente de forma negativa, e que, apesar de seu potencial, "TV Girl precisa confrontar a misoginia inerente de suas canções".

### Popularidade no TikTok
Brad Petering, o vocalista, reconheceu o impacto positivo que o TikTok teve na popularização da banda, particularmente do French Exit.
Ademais, a canção "Blue Hair", lançada em 2018 no álbum Death of a Party Girl, tornou-se viral no aplicativo em 2023.

## Discografia

### Álbuns de estúdio
- French Exit (2014)
- Who Really Cares (2016)
- Death of a Party Girl (2018)
- Grapes Upon the Vine (2023)[13]

### Álbuns colaborativos
- Maddie Acid's Purple Hearts Club Band (2018)
- Summer's Over (2021)

### Mixtapes
- The Wild, The Innocent, The TV Shuffle (2012)

### Singles e EPs
- TV Girl EP (2010)
- TV Girl/Dirty Gold Split Digital 7" (2011)
- Girls Like Me (2011)
- Benny and the Jetts (2011)
- Diet-Coke (2012)
- Lonely Women (2013)
- Average Guy (2013)
- Natalie Wood (2015)

### Coletâneas eCassettes
- The Night In Question: French Exit Outtakes (2020)
- Singles & Oddities (2021)

### Posição nas paradas e certificações
| "Lovers Rock"                                                                     | 2014 | —  | 82 | 42 | 84 | 30 | - BPI: prata | French Exit           |
| "Cigarettes out the Window"                                                       | 2016 | —  | —  | 54 | —  | —  |              | Who Really Cares      |
| "Not Allowed"                                                                     | 2016 | —  | —  | —  | —  | —  | - BPI: prata | Who Really Cares      |
| "Blue Hair"                                                                       | 2018 | 11 | 95 | 99 | —  | 38 |              | Death of a Party Girl |
| "—" indica canção que não chegou às paradas ou não foi lançada naquele território |      |    |    |    |    |    |              |                       |